# Impulse Tracker
Impulse Tracker (IT) är en tracker (mjukvara för musikredigering) för DOS som utvecklades av Jeffrey Lim 1995–1998. Programmet möjliggjorde 16-bitars sampling och hade in- och utgångar för MIDI.